# El viejo doctor
El viejo doctor es una película argentina en blanco y negro dirigida por Mario Soffici con guion de Enrique Amorim, Carlos A. Olivari y Sixto Pondal Ríos que fue estrenada el 18 de enero de 1939 y cuyos principales intérpretes fueron Roberto Airaldi, Ángel Magaña, Enrique Muiño y Alicia Vignoli. El filme es un drama que toma como punto de partida la diferente forma de encarar el ejercicio de la medicina de un médico recién recibido y de su padre, que hace 25 años que la practica. Fue la última película en la que intervino la legendaria actriz Dolores Dardés, abuela de Luisa y Paquita Vehil.

## Sinopsis
El filme se vincula a la aparición de clínicas privadas con una fuerte inclinación comercial, que era un tema que en ese momento tenía actualidad, a las que contrasta con la práctica privada que se realiza sobre la base de la relación personal del médico con el paciente en la cual el económico era un factor secundario.
Esta última forma de práctica estaba representada por el personaje del viejo doctor encarnada por Enrique Muiño en tanto la primera lo era por su hijo, médico joven con menos escrúpulos actuado por Ángel Magaña. El conflicto entre ambos personajes y el contraste de las dos concepciones sobre el ejercicio de la medicina se desata a raíz de una mala e inoportuna praxis médica que realiza el hijo a una paciente del padre.	 	

## Reparto
Participaron del filme los siguientes intérpretes:
- Roberto Airaldi como Mauricio Reyes
- Gloria Bayardo como Madre de Carlos Argüello.
- Dolores Dardés como Paciente.
- Armando Durán
- Inés Edmonson como María
- Cirilo Etulain como Luciano, amigo de Mauricio
- Ángel Magaña como Carlos Argüello  Jr..
- Osvaldo Moreno como Don Manuel.
- Enrique Muiño como Dr. Carlos Argüello.
- Alberto Terrones como Dr. Vázquez.
- Alicia Vignoli como Susy Argüello .
- Elvira Quiroga como Enfermera
- Ana May como Olguita.
- Dringue Farías como compañero de Carlos.
- Eduardo Zucchi
- Héctor Ferraro como Pancho.
- Adolfo Meyer

## Críticas
En opinión del crítico Calki en su nota publicada en el diario El Mundo:

"no sólo es una buena película -interesante, amena, con momentos de emoción- sino que tiene algo adentro... Una película que, aparte de poseer los atractivos cinematográficos de rigor, tiene un argumento donde se agita algún problema nuestro, donde se ve un contenido, un aliento espiritual. Concretamente, puede decirse que en El viejo doctor hay tres grandes triunfos: el del director, Mario Soffici; el de los argumentistas es éste el primer actor, Enrique Muiño. Mario Soffici...narra con fluidez -que sólo se quiebra en algunas escenas, al promediar el filme- la emotiva historia de este viejo médico de barrio, de alma generosa, que prefiere a las ventajas materiales, la satisfacción del deber cumplido, y siente más tarde el dolor de ver que el hijo, médico también, sigue otros comercializados caminos y hasta se complica en un hecho delictuoso. El mayor mérito de Soffici está en lograr en todo esto, que es sólo el núcleo de la trama, salientes dramáticas de emoción, sin caer jamás en el efectismo, y en dar unidad a un argumento pródigo en ratificaciones"

El diario La Nación opinó que la película "desde un punto de vista social...Presta un eficaz servicio a la profesión médica del país" y Manrupe y Portela señalan que el filme "echa una mirada crítica a los hospitales y la medicina como profesión en una de sus comedias de marco familiar con observaciones todavía valederas. Casi un clásico."
El crítico Domingo Di Núbila escribió a propósito del filme que "esta digna película aunque no totalmente lograda, fue un ejemplo de cine no comprometido con intereses que esconden bajo seductoras fachadas sus maniobras inescrupulosas, cuando no delictivas. Su denuncia fue oportuna, no oportunista, y contribuyó a hacerlo perdurable porque esa clase de negocios continúa bajo formas sofisticadas y despliegues tecnológicos"